# Laura Vandervoort
Laura Dianne Vandervoort (Toronto, 22 de setembro de 1984) é uma atriz canadense. Mais notável por suas personagens em séries de televisão, incluindo a Supergirl Kara Kent de Smallville, a visitante Lisa de V e a lobisomem fêmea Elena Michaels de Bitten. Ela também se destacou em vários filmes para cinema e televisão, principalmente Into the Blue 2: The Reef, Riverworld, The Entitled, Desperately Seeking Santa, Broken Trust, Ted, Coffe Shop

## Biografia
Laura nasceu e foi criada em Toronto, sua mãe Kerry é canadense e irmã gêmea de sua tia Karen. Seu pai é holandês e ela tem uma irmã chamada Sarah. Nas primeiras semanas de sua vida, Laura teve meningite, o que resultou em um problema grave e deu alguns meses de preocupação para sua família, que chegaram a ouvir que ela poderia falecer. Seu avô materno é um conhecido ex-jogador de hóquei local e se chama Fred Sanger, já através de sua avó materna, Jean, ela é parente do ator canadense Gordon Pinsent. Ela praticou vários esportes como futebol, caratê, basquetebol, tênis, ginástica e basebol. Começou a praticar caratê aos sete anos de idade e conseguiu a faixa preta aos 16 anos.

## Carreira

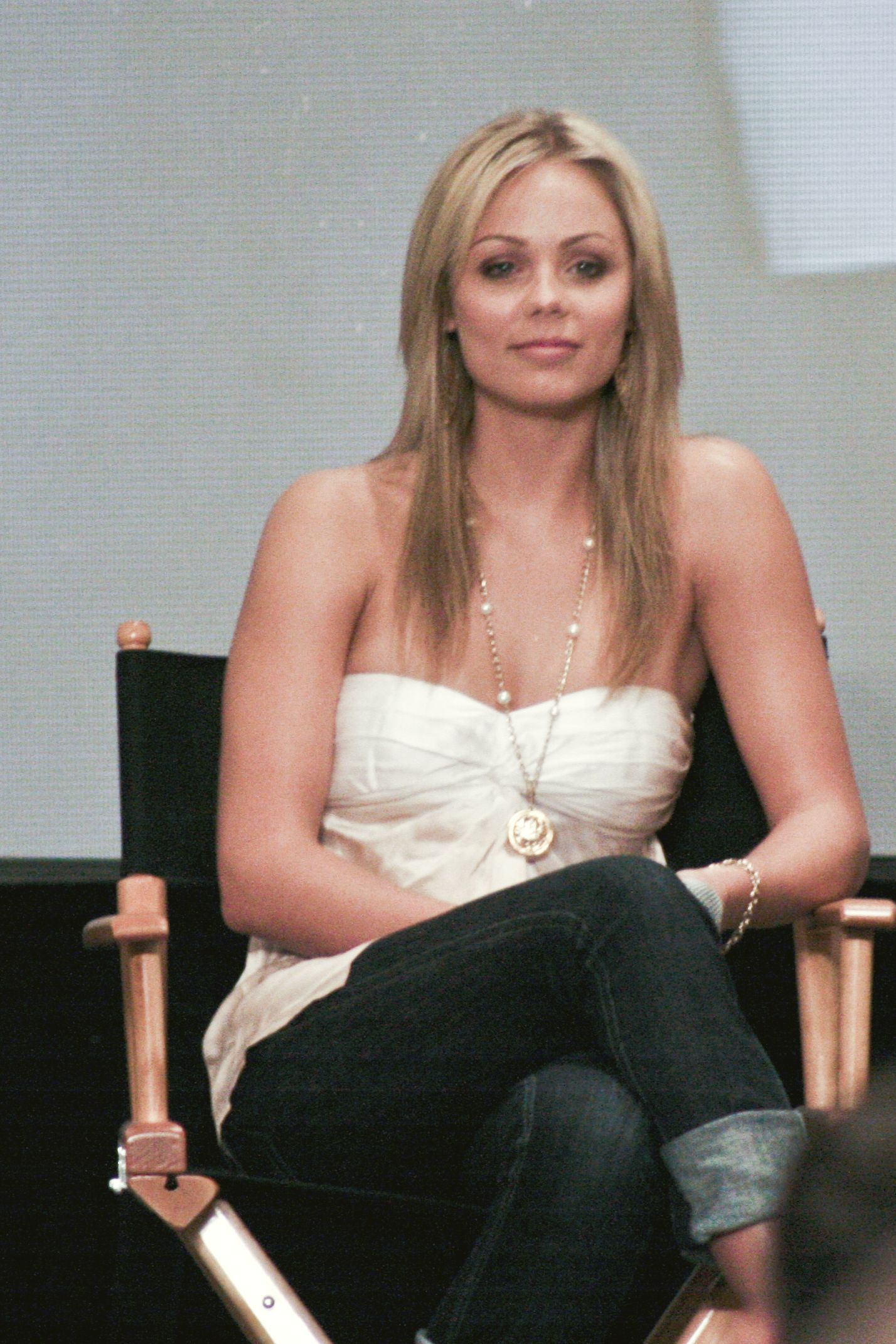
Laura Vandervoort em 2008

Laura fez seu debut como atriz aos treze anos de idade. Ela era uma criança tímida e desajeitada, mas era uma artista em shows para a família e amigos. Um dia ela estava assistindo o filme My Girl e se emocionou. Chorar e sentir a dor dos personagens foi algo novo para ela, que era apenas uma criança. Não muito tempo depois, pediu aos seus pais que a deixassem tentar atuar e eles apoiaram a ideia. Laura iniciou com aulas e trabalhos como figurante, depois de algum tempo aprendendo, estava finalmente em audições para papéis com falas e começou a participar de séries infantis e filmes do Disney Channel. Aos dezenove anos, enquanto frequentava os cursos de english major e psicologia da Universidade Iorque, fez uma audição e recebeu seu primeiro papel principal, Sadie Harrison de Instant Star, uma série canadense que teve quatro temporadas.
Em 2007, arrebatou o cobiçado papel de Kara Kent na série Smallville da CW , onde sua personagem foi um dos focos principais da sétima temporada. Em 2008, apareceu apenas no episódio oito da oitava temporada. Na sequência, atuou nos filmes Out of Control, Into the Blue 2: The Reef, The Jazzman, Damage e Riverworld. Ela retornou na última temporada de Smallville para dois episódios, dessa vez devidamente vestida como a Supergirl.
Em 2009, conseguiu um lugar no elenco principal do remake V, no papel de uma extraterrestre chamada Lisa. Depois de V, ela participou dos filmes The Entitled, Desperately Seeking Santa, Guerra é Guerra, Broken Trust, Ted, Cubicle Warriors e Coffe Shop. Também foi atriz convidada de White Collar, Haven e CSI: NY.
Em 2014, tornou-se pela primeira vez protagonista de um programa de TV, a série intitulada Bitten, onde atua como uma lobisomem fêmea chamada Elena Michaels.

## Vida pessoal
Em fevereiro de 2014, foi anunciado que ela estava noiva do ator e apresentador britânico Oliver Trevena. Em março de 2015, foi anunciado que eles se separaram e cancelaram o noivado.
Atualmente reside em Los Angeles.

## Filmografia

### Filmes
| Ano  | Título                          | Personagem      | Notas                      |
| ---- | ------------------------------- | --------------- | -------------------------- |
| 2017 | Jogos Mortais: Jigsaw           | Anna            |                            |
| 2014 | Coffe Shop                      | Donavan         | Telefilme                  |
| 2013 | Cubicle Warriors                | Jessica         |                            |
| 2012 | Finding Mrs. Claus              | Noelle          |                            |
| 2012 | Ted                             | Tanya           |                            |
| 2012 | Broken Trust                    | Sophie Anderson | Telefilme                  |
| 2012 | Guerra é Guerra                 | Britta          |                            |
| 2011 | Desperately Seeking Santa       | Jennifer Walker | Telefilme                  |
| 2011 | The Entitled                    | Hailey Jones    |                            |
| 2010 | Riverworld                      | Jessie Machalan | Telefilme                  |
| 2009 | Damage                          | Frankie         |                            |
| 2009 | The Jazzman                     | Sara            |                            |
| 2009 | Into the Blue 2: The Reef       | Dani            |                            |
| 2009 | Out of Control                  | Marcie Cutler   | Telefilme                  |
| 2007 | The Lookout                     | Kelly           |                            |
| 2006 | Troubled Waters                 | Carolyn         |                            |
| 2005 | Falcon Beach: The Movie         | Ashley          | Telefilme                  |
| 2004 | Prom Queen: The Marc Hall Story | Garota Jovem    | Telefilme                  |
| 2000 | Mom's Got a Date with a Vampire | Chelsea Hansen  | Original do Disney Channel |
| 2000 | Alley Cats Strike               | Lauren          | Original do Disney Channel |
| 1999 | Penny's Odyssey                 | Tanya           | Telefilme                  |

### Séries de televisão
| Ano       | Título                         | Personagem                           | Notas                                                              |
| --------- | ------------------------------ | ------------------------------------ | ------------------------------------------------------------------ |
| 2020      | V Wars                         | Mila Dubov                           |                                                                    |
| 2016      | Supergirl                      | Indigo/Brainiac 8                    | Episódios 15, 19 e 20, Temporada 1                                 |
| 2014-2016 | Bitten                         | Elena Michaels                       | Protagonista                                                       |
| 2013      | CSI: NY                        | Macy Sullivan                        | Episódio 13, Temporada 9                                           |
| 2012      | Haven                          | Arla Cogan                           | Episódios 12-13, Temporada 3                                       |
| 2012      | White Collar                   | Sophie Covington                     | Episódio 4, Temporada 4                                            |
| 2009-2011 | V                              | Lisa                                 | Elenco principal                                                   |
| 2007-2011 | Smallville                     | Kara Kent                            | Elenco principal                                                   |
| 2007      | CSI: Crime Scene Investigation | Miss Tangiers                        | Episódio 19, Temporada 7                                           |
| 2007      | The Dresden Files              | Natalie                              | Episódio 5                                                         |
| 2005      | Sue Thomas: F.B.Eye            | Gabbie                               | Episódio 18, Temporada 3                                           |
| 2005      | 72 Hours: True Crime           | Leanne                               | Episódio 10, Temporada 2                                           |
| 2004      | Doc                            | Annis Bennington                     | Episódio 6, Temporada 5                                            |
| 2004-2008 | Instant Star                   | Sadie Harrison                       | Elenco principal                                                   |
| 2001      | Mutant X                       | Tina                                 | Episódio 3, Temporada 1                                            |
| 2000      | Are You Afraid of the Dark?    | Ashley Fox                           | Episódio 5, Temporada 7                                            |
| 2000      | Twice in a Lifetime            | Misty Reynolds                       | Episódio 15, Temporada 2                                           |
| 1997-1998 | Goosebumps                     | Sheena Deep (98) / Nadine Platt (97) | Episódios 7-8, Temporada 4 (Deep) Episódio 10, Temporada 3 (Platt) |

### Dublagem
| Ano       | Título                   | Personagem                                                         | Notas                    |
| --------- | ------------------------ | ------------------------------------------------------------------ | ------------------------ |
| 2013-2014 | Captain Canuck           | Bluefox                                                            | Websérie                 |
| 2011      | Spider-Man: Edge of Time | Mary Jane Watson                                                   | Jogo eletrônico          |
| 2011      | Family Guy               | Bridgit (Episódio 13,Temporada 9) Jenny (Episódio 10, Temporada 9) | Série de desenho animado |

### Campanhas e revistas
- PETA: Em outubro de 2011, posou para a campanha "Exotic Skins".[18] Em 2014, ela posou novamente para um anúncio que protestava contra a detenção de mamíferos marinhos em cativeiro.[19]
- Maxim: Classificações #53 (2010)[20], #73 (2011)[21] e #17 (2014)[22] na lista das "Hot 100 Women". Também foi a capa da edição de março de 2014.[23]
- FHM Austrália: Classificação #58 na lista das "100 Sexiest Women in the World 2011".[24]
- Toro: Ensaio "Toro Woman" em abril de 2010.[25]
- Wizard: Classificação #25 na lista das "Sexiest Women of TV 2008".[26]
- Stuff: Edição de outubro de 2007.[27]